# Remington (Indiana)
Remington is een plaats (town) in de Amerikaanse staat Indiana, en valt bestuurlijk gezien onder Jasper County.

## Demografie
Bij de volkstelling in 2000 werd het aantal inwoners vastgesteld op 1323.
In 2006 is het aantal inwoners door het United States Census Bureau geschat op 1266, een daling van 57 (-4.3%).

## Geografie
Volgens het United States Census Bureau beslaat de plaats een oppervlakte van
2,7 km², waarvan 2,7 km² land en 0,0 km² water. Remington ligt op ongeveer 221 m boven zeeniveau.

## Plaatsen in de nabije omgeving
De onderstaande figuur toont nabijgelegen plaatsen in een straal van 24 km rond Remington.